# João Ramos (abolicionista)
Nascido no Maranhão, em 22 de dezembro de 1843, João Ramos recebeu o mesmo nome do pai. Sua mãe era a D. Rita Monica dos Reys Ramos. Filho adotivo de Pernambuco, veio morar no Recife, em 01 de agosto de 1857, com apenas 14 anos de idade. Sua escola foi o comércio. Foi empregado de uma loja de miudezas, Gouveia & Araújo, na rua do Queimado e trabalhou também na loja da Viúva Amorim & Filho, para Antônio Marques de Amorim.
Em 1862, conseguiu um trabalho na Companhia Pernambucana de Navegação Costeira, tendo sido nomeado caixeiro da Companhia em 1865.  Nestas companhias e casas de comércio, João Ramos aprendeu uma profissão, que lhe serviu durante boa parte de sua vida profissional, a de guarda-livros (espécie de contador). Após ter adquirido experiência profissional suficiente, conseguiu montar uma loja de móveis no seu escritório, na rua da Companhia Pernambucana nº6, por cima do Trapiche do Dantas, em 1872.
Ao ser convocado, em 1865, para servir como Guarda Nacional do primeiro batalhão na Guerra do Paraguai, Ramos preferiu oferecer a contribuição legal de 1:000$000 (um conto de réis) para ser isentado do serviço e, assim que o Estado rejeitou a sua proposta, libertou Joaquim, um jovem negro avaliado em “1:500$000 réis, um rapaz que aspirava ser livre e bater-se”, segundo ele.  Quando nomeado por Deodoro da Fonseca, após a proclamação da República, para ser Tenente Coronel comandante de um esquadrão de cavalaria da Guarda Nacional das Graças, não aceitou, pois, segundo Ramos, “faltava-me jeito para acompanhar procissão fardado”. Convidado para camarista no governo estadual do Conselheiro Rosa e Silva, recusou. O próprio afirmou: “não me presto a aguentar cabresto político, sou uma besta sem título”.  João Ramos recusou muitos outros cargos e patentes militares, chegando a dizer ironicamente: “sempre achei a farda uma coisa sedutora nas costas do próximo, em mim ficaria mal, sou desajeitado. Parece que me assentaria melhor um habito fradesco!”.
Casou-se em 1869, com D. Elvira Annes de Souza, filha de um despachante da Alfândega.  Teve com sua esposa dois filhos, Frederico e Alberto Ramos, este último faleceu com apenas seis meses de vida. Quando sua primeira esposa faleceu, em 28 de maio de 1904, João Ramos declarou que este acontecimento foi “a maior desventura de sua vida”.  Após a morte de D. Elvira, ele “tomou a seu serviço uma rapariga de bons costumes, natural do Ceará, bastante recomendada por uma família de minha íntima amizade e confiança”. O nome da moça: Anna Thereza de Queiroz, provavelmente uma mulher negra com a qual ele teve “alguns filhos”. Na época do seu relato autobiográfico, deu conhecimento de seis: Lucia, Rosalia, Ogarista, Belisário, Ticiano e Samuel, todos legitimados por ele, que dizia não ligar para comentários sobre sua relação fora dos meios judiciais e religiosos.

No ano de 1873, Ramos fez uma excursão pela Europa, passando por Paris, Bordeaux, Hamburgo, Frankfurt, Wiesbaden, Hanover, Londres, Lisboa e Porto, voltando a Pernambuco em 1875. Ao regressar da Europa, passou a trabalhar para Luiz Gonçalves da Silva Pinto, estabelecendo logo depois casa própria com capital inicial de 600$000 (seiscentos mil réis). O nome do estabelecimento de Ramos, em sociedade com Francisco Salgado e Eugenio de Barros Falcão de Lacerda, era Casa João Ramos.
A Campanha Abolicionista pode ser considerada a parte mais importante de sua existência, por ter empregado nela todas as suas energias, todas as suas coragens, sem desfalecimentos, com prejuízo de seus haveres, de seus interesses, e até com risco de vida.
João Ramos fundou, junto com alguns amigos de vida e de profissão, várias sociedades abolicionistas como a Sociedade Nova Emancipadora, uma associação legalista, fruto de uma união de representantes do comércio, que visava auxiliar os senhores e os escravizados no processo de emancipação através da utilização dos recursos dos fundos de emancipação e da caridade pública.
Todavia, a instituição mais famosa que João Ramos fundou foi o Clube do Cupim: uma associação abolicionista clandestina que visava auxiliar, através do seu trabalho “subterrâneo” e ilegal, centenas de milhares de cativos que ou foram libertados pelos seus senhores, por pressão dos abolicionistas e dos escravizados, ou fugiram embarcados para o Ceará e para outras partes do Império e além deste.
Os cativos que fugiam auxiliados pelos cupins eram escondidos em embarcações como jangadas, barcaças e desafiavam o mar e as leis em busca dos seus anseios por libertação e melhorias nas suas condições de vida e de suas famílias. O Clube do Cupim ficou conhecido por promover a abolição da escravidão em Pernambuco através de todos os meios possíveis e impossíveis, legais ou ilegais. João Ramos recebeu várias distinções devido a sua participação como líder na campanha: uma medalha de bronze da princesa Isabel, cinco medalhas de associações libertadoras de Pernambuco e de outras Províncias, tendo recebido uma homenagem da Câmara Municipal, que mudou o nome da rua em que ele morava para seu nome.

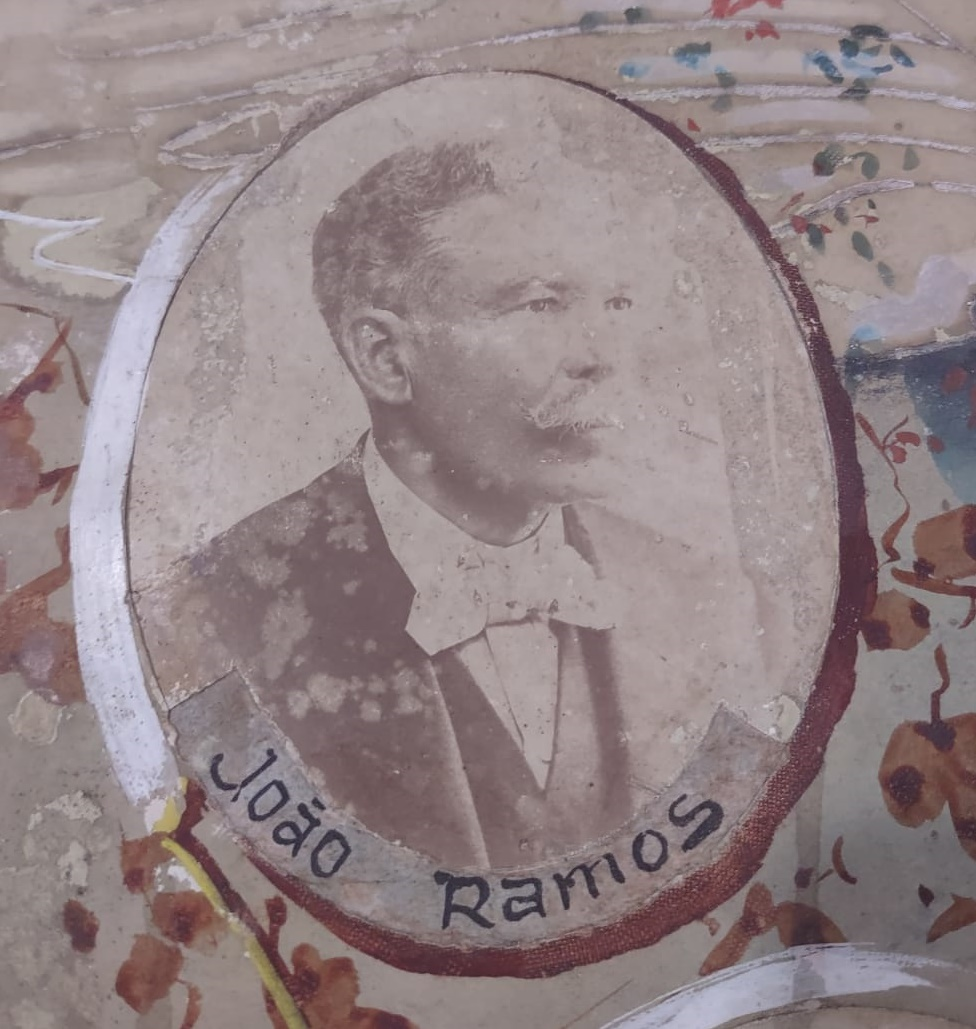
Fotografia de João Ramos encontrada no Instituto Arqueológico Histórico e Geográfico de Pernambuco

O próprio Joaquim Nabuco, em 1887, quando da visita do escritor português Ramalho Ortigão a Pernambuco, reconheceu que a ação de João Ramos foi crucial para os resultados que haviam alcançado no movimento abolicionista na sua província. Ortigão não conheceu João Ramos, mas Nabuco deu a deixa sobre a sua atuação clandestina no movimento ao falar sobre ele que
"cujo nome, enquanto houver escravos em Pernambuco, é melhor deixar na sombra modesta em que elle o quer manter, mas cuja biografia por isso mesmo será ainda mais brilhante no dia em que se puder escrever a história da barcaça pernambucana, como se pode escrever a da jangada cearense."

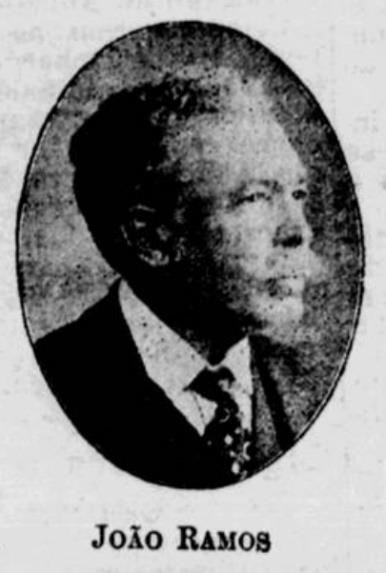
Retrato de João Ramos numa edição comemorativa da abolição

De acordo com um necrológio, que saiu nas páginas do jornal A Província e foi transcrito no Diário de Pernambuco, “João Ramos foi a alma e o braço de toda a Campanha Abolicionista em Pernambuco. O Clube do Cupim era ele principalmente.”  Em continuação ao elogio, o autor do texto (anônimo) diz que o primeiro escravo embarcado para o Ceará foi Ramos quem embarcou, assim como também o último que seguiu viagem para o território livre cearense. A Província, autoproclamada quartel- general do abolicionismo, fez um elogio post mortem completo, associando João Ramos ao fim do cativeiro em Pernambuco, como chefe do movimento abolicionista clandestino e afirmando que
"se o Brasil é livre de escravos pretos, deve-o em grande parte a ele, a esse João Ramos, magro, franzino, nervoso, doente, mas de uma vontade de ferro e de uma bravura indomável, cobrindo uma alma generosa e boa."

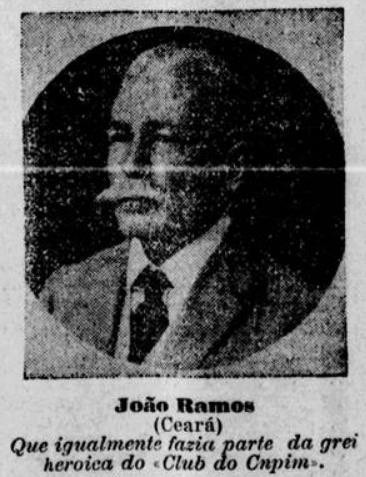
João Ramos (Ceará) Líder do Clube do Cupim

O historiador Arthur Danillo Castelo Branco de Souza, estimou que João Ramos e o Clube do Cupim tenham enviado algo em torno de 5 a 7 mil pessoas na condição de escravizados fugidos para fora de Pernambuco. Fora o número expressivo de libertações que foram conquistadas através das negociações com os senhores dos cativos e com verbas utilizadas pelos abolicionistas e angariadas pelos próprios libertos e escravizados em seus processos de auto-emancipação.Corroendo a árvore da escravidão : o Clube do Cupim e o movimento abolicionista em Pernambuco 1880-1900.